# Nokian Tyres

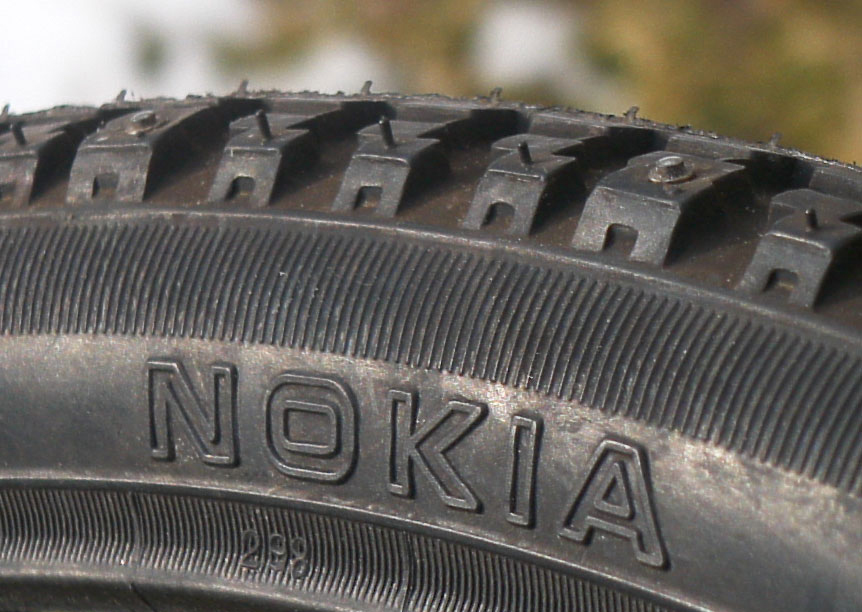
Nokiadäck

Nokian Tyres eller Nokian Renkaat, är en finländsk däcktillverkare, med bas i staden Nokia.
Enligt bolagets aktieägarförteckning 2013 är de största aktieägarna finska investment- och försäkringsbolag men ägandet är spritt då de trettio största ägarna äger mindre än 22% av aktierna. Däckkedjan Vianor ingår i Nokian. 
Nokians kärnmarknad är de nordiska länderna Sverige, Finland och Norge. Produkterna är huvudsakligen avsedda för nordiska väderförhållanden, med snö, mycket regn och en grövre typ av asfalt.

## Historik
Nokian och dess systerbolag, stöveltillverkaren Nokian Jalkineet, har en historia från Finlands Gummifabrik Aktiebolag (Suomen Gummitehdas Osakeyhtiö) som startades i Helsingfors 1898. Tillverkningen flyttade till Nokia 1904 och det var galoscher som var firmans stora produkt fram till 1925 då däckstillverkning startades med bildäck 1932. Varumärket Hakkapeliitta tillkom 1935 avseende vinterdäck. 1959 byter bolaget namn till Suomen Kumitehdas Osakeyhtiö.
År 1967 bildas lokala storföretaget Oy Nokia Ab och är då ett konglomerat med främst tillverkning av gummiprodukter, papper och kabel. Nokian var en del av Nokia-koncernen tills 1988 då det blev ett självständigt bolag under namnet Nokian. Nokian arbetar med däcktillverkning i Finland och sedan 2005 i Ryssland. Till konsekvens av invasionen av Ukraina har Nokian Tyres sålt av sina fabriker i Ryssland och 2023 påbörjat produktionen av en ny fabrik som är belägen i staden Oradea, Rumänien. Produktionen beräknas komma igång andra halvan 2024. 
Nokian börsnoterades i Helsingfors 1995.